# Andrzej Krzesiński (lekkoatleta)
Andrzej Lech Krzesiński (ur. 1 października 1927 w Białobrzegach, zm. 4 listopada 2024) – polski lekkoatleta tyczkarz, później trener lekkoatletyczny.

## Życiorys
Startował w igrzyskach olimpijskich w Rzymie 1960, gdzie zajął 12. miejsce w skoku o tyczce. Był też uczestnikiem mistrzostw Europy w Sztokholmie 1958 (10. miejsce).
Zdobył mistrzostwo Polski na otwartym stadionie w 1959 i w hali w 1951. Osiem razy był wicemistrzem Polski (na stadionie): w skoku o tyczce w 1950, 1952, 1956, 1958, 1960 i 1962 oraz w dziesięcioboju w 1950 i 1951.
Po zakończeniu kariery zawodniczej został szkoleniowcem lekkoatletów. Był trenerem reprezentacji polskich tyczkarzy na olimpiadzie w Moskwie w 1980 r. Po wielkim sukcesie odniesionym na tych igrzyskach - złoto Władysława Kozakiewicza i srebro Tadeusza Ślusarskiego i powrocie do kraju, nieoczekiwanie został zwolniony z funkcji trenera i skierowany do „pracy za biurkiem” na Torwarze. Nie mając możliwości dalszego szkolenia, choć odbierał to jako rodzaj zesłania, podjął tę pracę. Na tym urzędniczym stanowisku czuł się źle i niebawem postanowił wyjechać z Polski. Z wielkim trudem uzyskał paszport i przed stanem wojennym wyjechał wpierw do Wielkiej Brytanii, a 1 kwietnia 1982 r. wylądował w USA. Tam w ciągu 7 dni przyznano mu „zieloną kartę” i szybko wykorzystano jego umiejętności szkoleniowe. W USA przez 19 kolejnych lat Andrzej Krzesiński trenował amerykańskich tyczkarzy. 
W 2001 z żoną Elżbietą Krzesińską – mistrzynią olimpijską z Melbourne, wrócił na stałe do Polski, do Warszawy. 
Jego podopiecznymi byli m.in. Tadeusz Ślusarski, Wojciech Buciarski, Kory Tarpening, Tim Bright.
Był zawodnikiem m.in. Spójni Gdańsk i Skry Warszawa.